# Хитово (Псковская область)
Хитово — деревня в Гдовском районе Псковской области России. Входит в состав Добручинской волости Гдовского района.
Расположена в 26 км к северу от Гдова и в 14 км к северо-западу от волостного центра, деревни Добручи. В 0,6 км к западу — Чудское озеро.

## Население
Численность населения деревни на 2000 год составляла 4 человека, по переписи 2002 года — 12 человек.